# Irina Levitina
Irina Solomonovna Levitina (Leningrado, 8 de Junho de 1954) é uma enxadrista russo-estadunidense, desafiante do título mundial em 1984 e quatro vezes campeã mundial de bridge. Ela é a única pessoa no mundo a ter vencido competições oficiais de bridge e xadrez.

## Carreira no xadrez
Seu melhor momento foi em 1983, quando venceu Nona Gaprindashvili 6 : 4 em Lvov (quartas de final), e Nana Alexandria 7,5 : 6,5 em Dubna (semifinal) e, em 1984 Lidia Semenova 7 : 5 em Sochi (final) tornando-se a desafiante do título de mundial. Levitina perdeu para Maia Chiburdanidze por 5 : 8 o match desicivo em Volgogrado, 1984.
Ela foi quatro vezes Campeã Feminina Soviética - em 1971, 1978 (conjunto), 1979 e 1981, mas não foi autorizada a participar do Torneio Interzonal Feminino de 1979 em Buenos Aires porque seu irmão havia emigrado (legalmente) para Israel.
Depois de ter emigrado para os Estados Unidos, ela foi três vezes campeã do campeonato nacional estadunidense, em 1991 (conjunto), 1992 e 1993 (conjunto).
Ela recebeu o título de WIM em 1972 e o de WGM em 1973

## Conquistas

### Prêmios
- Prêmio Alpwater 1986

### Vitórias
- Copa Veneza (1) 2007
- Olimpíada Mundial por Equipes Femininas (1) 1996
- Copa McConnell (1) 2002
- Mundial de Pares Femininos (1) 2006
- Equipas Mistas Transnacionais (1) 2000
- Campeonato Norte-Americano de Bridge (9)
  - Seleções Suíças Femininas (3) 2001, 2005, 2007
  - Equipes Femininas Board-a-Match (3) 2004, 2006, 2008
  - Equipes Eliminatórias Femininas (3) 1993, 1995, 2008
- Estados Unidos Bridge Championships (5)
  - Equipes Femininas (5) 1996, 2001, 2005, 2007, 2009

### Vice-campeão
[editar | editar código-fonte]
- Copa McConnell (1) 2006
- Campeonato Norte-Americano de Bridge (5)
  - Equipes Suíças Norte-Americanas (1) 1995
  - Seleções Suíças Femininas (1) 2008
  - Equipas Femininas Board-a-Match (1) 2001
  - Equipes Femininas (2) 1998, 2004
- Estados Unidos Bridge Championships (3)
  - Equipes Femininas (3) 2000, 2004, 2008